# Serge Jaroff
Serge «Alexis» Jaroff (en ruso: Серге́й Алексе́евич Жа́ров, Serguéi Alekséievich Zhárov) (Makáriev, óblast de Kostromá; 20 de marzo de 1896-Lakewood, Nueva Jersey; 9 de octubre de 1985) fue un director y compositor ruso. Fue el fundador del Coro de los Cosacos del Don Dir. Serge Jaroff del que fue director y compositor durante 60 años. 
Estudió canto coral en el Colegio/Escuela Sinodal de Moscú (en) y donde posteriormente fue profesor de canto. Sirvió de teniente de los cosacos del Don durante la Guerra civil rusa. En 1920, el Ejército Rojo obligó a la División Don a trasladarse a Crimea. Desde allí fueron evacuados a Çilingir, un campo cerca de Constantinopla (actualmente Estambul). En enero, Jaroff formó un coro con estos refugiados. La mayoría de ellos cantaron después con el Coro de los Cosacos del Don, y fueron miembros de la División Don desde el inicio de la Guerra en 1914. En 1929, la Tercera División Don fue trasladada a la isla griega de Lemnos. Después las tropas fueron embarcadas hacia Burgas en Bulgaria. La delegación rusa pidió a Jaroff que su coro participara en las misas. 
El 23 de junio de 1923, se fundó el coro de la Catedral de Alejandro Nevski de Sofía, el cual tenía 32 cantantes profesionales. Más tarde, el coro recibiría una oferta para cantar en Montargis (Francia) pero por falta de dinero no llegaron más lejos de Viena. 

## Última época
Su última gran gira fue la de 1978-1979. Jaroff siguió trabajando como director en los Estados Unidos hasta 1981. El 20 de marzo de 1981, entregó su coro a su sucesor, amigo y representante Otto Hoffner. En 2001, Wanja Hlibka, el solista más joven del coro de Jaroff, fue designado sucesor de Hoffner como director del coro.

## Vida personal
Jaroff se casó con Neolina en Berlín. Tuvieron un hijo, Aliosha, y vivieron en Lakewood, New Jersey donde Jaroff murió en 1985. Después de la Segunda Guerra Mundial, le concedieron la nacionalidad estadounidense.